# POP2
POP2 er en bygning og et kontorfællesskab beliggende på P. O. Pedersens Vej 2 i Skejby ved Aarhus. Bygningen blev oprindeligt opført i 1974-75 som sygehusdatacenter for de jyske amter og spillede siden en central rolle i digitaliseringen af det danske sundhedsvæsen. I dag fungerer bygningen som et moderne kontorfællesskab.

## Historie

### Etablering og tidlige år (1970'erne)
I begyndelsen af 1970'erne stod Danmark midt i en digitaliseringsproces, der skulle forandre den offentlige administration og sundhedsvæsenet. Allerede i slutningen af 1960'erne var patientregistrering blevet digitaliseret på flere danske sygehuse med simple, lokalt udviklede systemer. Med kommunalreformen i 1970, hvor sygehusene blev amtslige, voksede behovet for fælles, moderne løsninger.
Efter beslutningen om at udvikle et online hospitalsinformationssystem i Århus amtskommune, begyndte processen med at etablere et regionalt sygehusdatacenter. Den 14. januar 1974 ansøgte arkitekt Knud Joos på vegne af Kommunedata I/S Aarhus Kommune om godkendelse af en bebyggelsesplan for et område ved P. O. Pedersens Vej - Skejbyvej. Bygningen blev beskrevet som "planlagt som et forskningscentrum med etapevis udbygning" og ville i første etape indeholde ca. 2000 m² bruttoetageareal "til brug for sygehusenes EDB-forsyning".
Arkitekt Erik Friehling tegnede bygningen, og byggeriet blev hurtigt realiseret. Allerede den 26. april 1974 tillod man byggestart før endelig byggetilladelse, og første etape blev taget i brug i begyndelsen af 1975.

### Teknisk infrastruktur og organisering
Centret var fra starten udstyret med datidens mest fremskredne teknologi og omfattende sikkerhedsforanstaltninger. Ud over tidstro terminaladgang til patientdata, rummede centret maskinstue, båndarkiv og særlige adgangskontroller.

### Udvidelser i 1980'erne
I 1980'erne tog digitaliseringen af sundhedssektoren for alvor fart. Datacentret i Skejby oplevede en stigende efterspørgsel efter kapacitet, i takt med at flere hospitaler og laboratorier blev koblet på fælles EDB-løsninger. Efterhånden som virksomheden voksede, blev bygningen udvidet flere gange.
Den første større udvidelse skete i 1979-1981, hvor der blev opført en tilbygning til den eksisterende kontorbygning. Tilbygningen blev tegnet af det aarhusianske arkitektfirma Friis & Moltke, kendt for deres modernistiske, funktionelle stil.
I 1988 blev der igen behov for at udvide faciliteterne. Arkitektfirmaet Friis & Moltke var igen involveret i projekteringen af en ny tilbygning. Denne gang var der tale om en væsentlig udvidelse, der skulle imødekomme den stigende efterspørgsel på edb-kapacitet og nye it-løsninger til sundhedssektoren.

### Forandring og konsolidering i 1990'erne
I løbet af 1990'erne undergik Kommunedata betydelige forandringer. I 1991 blev Datacentralen I/S af 1959
 omdannet til et aktieselskab, og i 1996 overtog det amerikanske firma Computer Sciences Corporation (CSC) 75% af aktierne i Datacentralen, hvorefter navnet blev ændret til CSC Danmark.

### CSC Scandihealth i 2000'erne
I begyndelsen af 2000-tallet var bygningen på P. O. Pedersens Vej 2 blevet hjemsted for CSC Scandihealth A/S, som var dannet som et datterselskab af CSC med fokus på sundhedsit-løsninger. CSC Scandihealth var ejet 60% af Computer Sciences Corporation (CSC) og 40% af Amtsrådsforeningen.
CSC Scandihealth beskæftigede omkring 270 medarbejdere fordelt på hovedsædet i Århus og et salgskontor i Taastrup. Virksomheden var den førende leverandør af it-ydelser til den danske sundhedssektor og havde en målsætning om at udvide markedet til det øvrige Skandinavien.

### POP2 i nutiden (2021 og frem)
I 2021 gennemgik bygningen på P. O. Pedersens Vej 2 en omfattende renovering og transformation. De oprindelige bygninger fra 1974, 1981 og 1988 blev omdannet til et moderne kontorfællesskab under navnet POP2.

## Arkitektur
Den oprindelige bygning fra 1974-75 blev tegnet af arkitekt Erik Friehling. De senere udvidelser fra 1981 og 1988 blev tegnet af det aarhusianske arkitektfirma Friis & Moltke, kendt for deres modernistiske, funktionelle stil. Arkitekterne gav bygningskomplekset et tidstypisk præg med robuste materialer (bl.a. røde murstensfacader).